# Trachurus aleevi
Trachurus aleevi är en fiskart som beskrevs av Rytov och Razumovskaya, 1984. Trachurus aleevi ingår i släktet Trachurus och familjen taggmakrillfiskar. Inga underarter finns listade i Catalogue of Life.